# Weichafe (álbum)
Weichafe es el segundo álbum de la banda chilena Weichafe, lanzado a fines del año 2002. Este disco, conocido también como "Disco Rojo" por el color de su carátula, marca un cambio con respecto a su antecesor Tierra Oscura del Sol. 
En el documental publicado para la celebración de los 10 años de la banda, los músicos reconocen que el álbum homónimo funciona como una negación del primer registro, por la estructura de las canciones, la forma de composición que avanza de un trabajo colectivo a la composición "de autor" y letras más directas y sencillas. Es por esto también el contraste entre la portada negra de la primera placa, y la roja de la segunda.
La grabación incluye los temas "Dios es Solo para Algunos" y "Las Cosas Simples", con sonoridades diferentes, nuevos instrumentos e incluso letras de amor. Aparecen teclados en "Domingo Feliz" y Chelo en "Las Cosas Simples". Sobre esta canción, la banda detalló: "es una canción folclórica con un contenido de amor. Es la primera canción de amor que escribimos, aunque más bien trata sobre una experiencia de amor".
Fueron publicados videos de las canciones "Salvador", "Pichanga", "Las cosas Simples", "Respiro la Luz del Sol" y "Ripio y Soledad".
Este disco llevó a la banda a aumentar su número de seguidores, recorriendo el país de norte a sur. Argentina también se volvió terreno fértil para la música de Weichafe, destacando la participación en el Festival Cosquín Rock 2004.
Con respecto a los cambios en la sonoridad y el aumento del público, Angelo Pierattini señaló que "con el disco rojo llegamos a más gente(...) Alguna gente más "alternativa" o snob no entendió mucho ese disco, pero para mi es gente que no entendió nunca nada de Weichafe, porque Weichafe es y será experiencia pura, nada más, no hay predefiniciones".

## Lista de canciones
1. "Respiro la Luz del Sol" – 3:53
2. "Pichanga" – 2:33
3. "Sobras de Ayer" – 3:59
4. "Pan de la Tarde" – 3:35
5. "Las Cosas Simples" – 2:45
6. "Dios es Solo para Algunos" – 4:49
7. "Ripio y Soledad" – 3:04
8. "Ñuñork" – 4:40
9. "5:30 AM" – 4:49
10. "Descalibraciones" – 1:05
11. "Salvador" – 2:29
12. "Hipnosis" – 3:42
13. "Domingo Feliz" – 7:41

## Créditos

### Músicos
- Angelo Pierattini: Voz, Guitarra
- Marcelo da Venezia: Bajo, Voz
- Mauricio Hidalgo: Batería

### Músicos invitados
- Gonzalo Henríquez - Voz en “Ñuñork”
- Ángel Cárdenas - Chelo en “Las cosas simples” y “Dios es sólo para algunos”.[3]